# Ștefana Velisar Teodoreanu
Ștefana Velisar Teodoreanu właśc. Maria Ștefana Lupașcu (pseud. Velisar, Lily Teodoreanu, ur. 17 października 1897 w Remiremont, zm. 30 maja 1995 w Bukareszcie) – rumuńska poetka, pisarka i tłumaczka.

## Życiorys
Urodziła się we Francji, jako córka rumuńskiego dyplomaty Ștefana Lupașcu i Francuzki Marii Mazurier. Ukończyła szkołę dla dziewcząt w Bukareszcie. Okres I wojny światowej spędziła w domu swoich krewnych w Jassach. Tam też spotkała w roku 1916 studenta prawa Ionela Teodoreanu, którego poślubiła w 1920. W lutym 1921 przyszły na świat dzieci - bliźniaki Ștefan i Osvald, a rodzina zamieszkała w nowym domu w Jassach. W tym czasie przyjacielem domu Teodoreanu był pisarz Mihail Sadoveanu, z którym rodzina Teodoreanu podróżowała do Turcji w roku 1934.
Pod koniec lat 20. Ștefana Teodoreanu związała się z salonem Viața Românească i zaczęła publikować pierwsze opowiadania, używając pseudonimu Velisar. Jej pseudonim pojawił się także w powieściach pisanych przez jej męża (La Medeleni, Bal mascat). W 1938 rodzina Teodoreanu przeniosła się do Bukaresztu, zamieszkując okazały dom w rejonie Dudesti. W 1939 pisarka została uhonorowana nagrodą przyznawaną przez Stowarzyszenie Rumuńskich Intelektualistów za książkę Calendar vechi (Stary kalendarz).
W początkach II wojny światowej, w okresie dyktatury Iona Antonescu, rodzina Teodoreanu skłaniała się ku postawom nacjonalistycznym i antykomunistycznym, występując przeciwko rozbiorowi terytorium państwa rumuńskiego. Pod koniec wojny małżeństwo Ștefany i Ionela przeżywało kryzys, z powodu zdrad i alkoholizmu Ionela. Po przejęciu władzy przez komunistów w Rumunii dom rodziny Teodoreanu stał się miejscem schronienia polityków antykomunistycznych przed ich wyjazdem na Zachód. W domu gościli działacze partii liberalnej, a także początkująca wówczas krytyczka Monica Lovinescu, która otrzymała od Ștefany listy polecające przed wyjazdem do Paryża. Dom przy ulicy Romulusa został skonfiskowany w roku 1947. W nowej rzeczywistości Ionel nie uzyskał zgody na publikowanie swoich utworów, pisać mogła tylko Ștefana, ale pod warunkiem dostosowania swoich tekstów do nowej rzeczywistości politycznej. W tej sytuacji poświęciła się tłumaczeniu literatury rosyjskiej - początkowo bajek, a następnie powieści Iwana Gonczarowa, Lwa Tołstoja i Maksima Gorkiego. Po śmierci męża w 1954, Ștefana żyła w nędzy z dwójką swoich dzieci. Głównym źródłem utrzymania stało się dla niej tłumaczenie autorów rosyjskich.
W latach 50. odnowiła znajomość z Mihailem Sadoveanu, współpracując z nim pod koniec jego życia. Po śmierci Sadoveanu związała się ze środowiskiem literackim zbierającym się klasztorze Văratec, w którym działała także wdowa po pisarzu Valeria.
Oprócz tłumaczeń Ștefana zajmowała się także pisaniem pamiętników, które ukazały się po raz pierwszy w roku 1970 pod tytułem Ursitul. W latach 70. powstała powieść Căminul, a także tomiki poezji (Șoapte întru asfințit). Wystąpiła kilkakrotnie w audycjach radiowych poświęconych twórczości Sadoveanu, a także napisała wstęp do nowego wydania utworów pisarza w roku 1980.
Pod koniec życia mieszkała w lokalu komunalnym w dzielnicy Iancului, ale dzięki wsparciu Związku Pisarzy mogła spędzać zimę w domu pracy twórczej. Od roku 1982 większość czasu spędzała w klasztorze Văratec. Po śmierci spoczęła na cmentarzu Bellu.

## Twórczość
- 1939: Calendar vechi
- 1940: Viața cea de toate zilele (powieść, reedycja 1969)
- 1941: Cloșca cu pui
- 1947: Acasă (powieść, reedycja 1972)
- 1970: Ursitul (pamiętnik)
- 1971: Căminul (powieść)
- 1975: Poveste cu „ocei” (opowiadania dla dzieci)
- 1981: Șoapte întru asfințit (poezja)

## Pamięć
W 1999 kilka lat po śmierci Ștefany ukazały się zachowane w rękopisie tłumaczenia, które wcześniej nie zostały opublikowane. Na domu w którym mieszkała do roku 1946 umieszczono tablicę pamiątkową, a jej ostatnie mieszkanie w Bukareszcie zostało poddane renowacji.